# Деребчинка (річка)
Деребчинка — річка в Україні, у Шаргородському районі Вінницької області, права притока Сухої (басейн Дністра).

## Опис
Довжина річки 22 км, похил річки — 3,1 м/км, найкоротша відстань між витоком і гирлом — 19,23  км, коефіцієнт звивистості річки — 1,15 . Формується з багатьох безіменних струмків та водойм. Площа басейну 162 км².

## Розташування
Бере початок у на південно-східній стороні від села Краснянка. Тече переважно на південний захід через Семенівку, Деребчин, Малу Деребчинку і в селі Джурин впадає в річку Суху, ліву притоку Мурафи. У минулому на річці було 3 водяні млини.
Річку перетинає автомобільна дорога Р36.